# Informaciones
Informaciones fue un periódico español de carácter vespertino, editado en la villa de Madrid entre 1922 y 1983. A lo largo de su historia el diario conoció varias tendencias editoriales; en determinadas coyunturas gozó de una amplia difusión entre el público.
Durante la Segunda República Española el periódico, subvencionado por el Tercer Reich, siguió una línea marcadamente antisemita y filonazi. Estuvo también vinculado al banquero Juan March y en los años previos a la muerte del general Franco dio cabida a voces disidentes con el sistema. En esos años incorporó un modelo de periodismo ágil y moderno, que le valió ser considerado el periódico precursor de la Transición. Sin embargo, tuvo unos últimos años difíciles. El diario dejó de imprimirse en el año 1983, tras numerosos ceses de actividad y un expediente de cierre. Hasta su desaparición era considerado uno de los periódicos pioneros de la prensa vespertina en Madrid, en la que competía con el diario Pueblo.

## Historia

### Primeros años
Fundado por el periodista Leopoldo Romeo —antiguo director de La Correspondencia de España—, sacó su primer número a la calle el 24 de enero de 1922. Periódico de carácter vespertino, pronto se consolidaría como el segundo diario madrileño de la tarde en número de ventas. Con posterioridad, durante la dictadura de Primo de Rivera el diario fue adquirido por el millonario mallorquín Juan March, que se hizo con el control de la publicación debido a un crédito impagado. El periódico tenía su sede en la madrileña calle de San Roque, en la que compartía redacción y talleres. Hacia 1927 la difusión de Informaciones era de unos 90 000 ejemplares.
Juan Sarradell, director del diario en 1928, escribía:

"(La Dictadura) es un fenómeno político como tantos otros, por lo que estimamos exagerados, por no decir incomprensibles, los aspavientos de algunos frente a su realidad. La dictadura debe evitarse, ciertamente. Pero una vez que las circunstancias hacen que surja, no hay sino admitirla con todas sus secuelas (...)
La prensa, como reflejo de los estados de opinión, me parece admirable: como creadora de ellos, me parece excesiva. (...) Hoy somos monárquicos, porque España mantiene una monarquía: si la derrocase mañana, instituyendo en su lugar una república, seríamos republicanos automáticamente".

En 1931, al proclamarse la República, cumplió con su carácter acomodaticio, lo que provocó que en la dirección fuese situado Juan Pujol.  
Sin embargo, pese a esta recepción positiva del nuevo régimen, la publicación no tardaría en experimentar una deriva ultraderechista y antirrepublicana. El periódico, subvencionado económicamente por el Tercer Reich —difundió los puntos de vista alemanes a cambio de 3000-4000 pesetas al mes— se convirtió en el principal foco del publicismo antisemita y filonazi en España. Fueron varias las plumas que colaboraron con Informaciones en esta tendencia antisemita y pronazi, entre otros César González Ruano, Alfredo Marqueríe, Luis Astrana Marín, Vicente Gay, Carlos Fernández Cuenca, Francisco Ferrari Billoch, Ernesto Giménez Caballero, Federico de Urrutia y Adelardo Fernández Arias. Algunos artículos eran redactados directamente desde Alemania, llegándose a publicar el 26 de abril de 1933 un panfleto del mismo Adolf Hitler titulado Por qué soy antisemita. En esta época el político Rafael Salazar Alonso fue propietario del diario durante algún tiempo. Durante el periodo de la Segunda República el Informaciones tuvo una difusión que rondaba los 50 000 ejemplares.
En julio de 1936, tras el estallido de la Guerra Civil, el diario fue incautado por el sindicato UGT, pasando a convertirse en un órgano del Partido Socialista. Esta situación se mantuvo hasta el final de la contienda. La tarde del 28 de marzo de 1939, tras la entrada del Ejército franquista en Madrid, Informaciones publicó una edición especial.

### Dictadura franquista
Tras el final de la contienda el diario pasó a ser dirigido por el periodista Víctor de la Serna, manteniendo una acentuada línea editorial germanófila durante la Segunda Guerra Mundial. En palabras del historiador Alejandro Pizarroso Quintero, Informaciones pasó a ser «el portavoz de la embajada alemana en la prensa española».
En 1956 fue adquirido por la empresa Bilbao Editorial y en 1967 pasa a depender de la Unión Democrática Española, un grupo de tendencia democristiana que se había desarrollado en torno al entonces ministro de Obras Públicas Federico Silva Muñoz. Un año después el rotativo pasa a manos de un grupo de banqueros, encabezados por Emilio Botín, que se propondrían una modernización gráfica y de contenidos.
En ese Informaciones renovado, Víctor de la Serna Gutiérrez-Répide es nombrado consejero delegado, su hermano Jesús de la Serna, director y el joven periodista Juan Luis Cebrián, redactor jefe y luego subdirector. Durante ese período se produce una expansión del diario, hasta alcanzar los 74 000 ejemplares diarios en 1976 y, por sus páginas, alentadas por los hermanos de la Serna y Cebrián, pasa el mejor plantel periodístico del momento.
En aquella redacción, dividida en mañana y tarde, concurrían, entre otros, los periodistas Francisco Fernández de Rojas, Alfonso Sánchez, José Luis Martín Prieto, Eduardo Delgado, Guillermo Medina, María Luz Nachón, Soledad Álvarez-Coto, Rafael Marichalar, Jesús Fernández Briceño, Ignacio G. Iglesias, Félix Pacho Reyero, Julio Colomer, José María García Baró, Manuel Espías, Rafael Conte, Alfonso Albalá, Víctor de la Serna Arenillas, María Antonia Iglesias, Joaquín Estefanía, Eduardo Delgado, Eduardo Barrenechea, Fernando López Agudín, Joaquín Jiménez Michel, Federico Castaño, Pedro de Frutos, Marisa Flórez, Antonio Uroz, Felix Pacho Reyero, Felipe Sahagún, Jesús Ceberio, José Luis Orosa, Alfonso Navalón, Julián Martínez, Beatriz Navarro, Cristina Maza, Fernando Jáuregui, Fernando Orgambides, Juan J. Espejo, Pura Ramos, Mayte Mancebo, Manuel Baró, Manolo Alcalá, Joaquín Vidal, Carlos de Rojas, Manuel Toharia, Elisa de la Fuente, Manuel García Lucero, José Luis Rodríguez, Ángel Luis de la Calle, Fernando Samaniego, Félix Bayón, Fernando Quiñones, Julián Romaguera, Luis F. Fidalgo, Rafael Blanco, Antonio San Antonio, Juan Pedro Quiñonero, José Vicente Hernáez, Francisco Yagüe, José Grindley (Serv.Gráficos) y Margarita Sáenz-Díez (corresponsal en Barcelona). Como humoristas y dibujantes figuraban Antonio Fraguas Forges, José Antonio Loriga, Fernando Cabezas y Alfonso González (Alfo).
En esta época Informaciones se convirtió en un periódico pionero y de referencia en temas como la información económica, la cultura o el periodismo de investigación, sin olvidar su suplemento político. A partir de 1976, con el trasvase de sus principales periodistas al periódico El País, comienzan sus dificultades de orden empresarial.

### Últimos años
En este contexto de crisis financiera, el empresario catalán Sebastián Auger adquirió el diario. A la llegada de Auger dimitió Jesús de la Serna de su puesto de director, y tras él se sucedieron varios directores: Guillermo Solana Alonso, Emilio Romero y Rodrigo Royo. La nueva dirección no supuso una mejora de la situación económica, que por el contrario siguió empeorando. El número de lectores también se redujo de forma considerable. Informaciones dejó de editarse el 4 de febrero de 1980, a raíz de una huelga de los trabajadores en contra de la gestión del diario por Sebastián Auger. La posterior suspensión de pagos dejó a buena parte de la plantilla en la calle. Reaparecería brevemente y de forma marginal en 1981. Volvió a reaparecer el 2 de mayo de 1982, aunque cesaría su actividad, definitivamente, en 1983.